# Martin N2M
 (juin 2021).
Le Martin N2M est un avion militaire américain datant des années 1920 et demeuré à l'état de prototype.

## Historique
En 1923 les ingénieurs du constructeurs Glenn L. Martin Company commencèrent à travailler sur un avion d'entraînement militaire destiné à la marine américaine. Ce programme fut développé sur les fonds propres de l'entreprise, il ne faisait suite à aucune demande officielle. L'avion reçut la désignation de Martin 67.
Pour des raisons techniques les ingénieurs s'inspirèrent du Martin 66. Leur nouvel avions fut assemblé en quelques semaines et réalisa son premier vol au début de l'année 1924 en aéronautique sous la désignation de Martin N2M.
Il fut un temps essayé en vol par la marine américaine mais ne déboucha sur aucune commande en série. Le programme en resta là.

## Aspects techniques
Le Martin N2M se présentait sous la forme d'un biplan monomoteur construit en bois entoilé. Il était doté d'un train d'atterrissage classique fixe et d'une roulette de queue. Sa propulsion était assurée par un moteur en étoile Wright JR-4 d'une puissance de 200 ch entraînant une hélice bipale en bois et métal.
L'équipage, composé d'un instructeur et d'un élève, prenaient place dans un cockpit biplace en tandem à l'air libre.

## Désignations
- Martin 67 : Désignation attribuée à l'avion dans la nomenclature du constructeur.
- Martin N2M : Désignation attribuée à l'avion dans la nomenclature de la marine américaine.

L'avion est parfois référencé sous la désignation de Martin NT, mais celle-ci est fausse car attribuée en réalité à un autre biplan d'entraînement militaire, le New Standard NT-1 (en).